# Сингарам Баласингам
Сингара́м Баласинга́м (Эс Бала) (англ. Singaram Balasingam (S. Bala), 15 ноября 1947, Ипох — 21 марта 2020, Куала-Лумпур) — малайзийский хоккеист (хоккей на траве), левый полузащитник. Участник летних Олимпийских игр 1972 и 1976 годов, бронзовый призёр летних Азиатских игр 1978 года.

## Биография
Сингарам Баласингам родился 15 ноября 1947 года в малайзийском городе Ипох.
Начал заниматься хоккеем на траве во время учёбы в школе. Играл в хоккей на траве за «РРИ Рек» и «Селангор».
В 1968 году дебютировал в сборной Малайзии, сыграв на международном турнире в Лахоре.
В 1972 году вошёл в состав сборной Малайзии по хоккею на траве на летних Олимпийских играх в Мюнхене, занявшей 8-е место. Играл на позиции полузащитника, провёл 9 матчей, мячей не забивал.
Участвовал в чемпионатах мира 1973 и 1975 годов.
В 1976 году вошёл в состав сборной Малайзии по хоккею на траве на летних Олимпийских играх в Монреале, занявшей 8-е место. Играл на позиции полузащитника, провёл 6 матчей, мячей не забивал.
В 1978 году завоевал бронзовую медаль хоккейного турнира летних Азиатских игр в Бангкоке.
Завершил игровую карьеру в 2007 году в 60-летнем возрасте.
В течение 22 лет работал почвоведом в Исследовательском институте каучука. В 1993 году вместе с женой открыл фирму, производившую удобрения.
Увлекался гольфом.
Умер 21 марта 2020 года в малайзийском городе Куала-Лумпур от рака толстой кишки.

## Память
В 2004 году в составе сборной Малайзии, участвовавшей в чемпионате мира 1975 года, введён в Зал славы Олимпийского комитета Малайзии.

## Семья
Вместе с женой Индрой вырастили сына Кумара.